# Новое Девяткино
Но́вое Девя́ткино (фин. Uusi Miina) — деревня во Всеволожском районе Ленинградской области, административный центр и единственный населённый пункт Новодевяткинского сельского поселения. Крупнейший сельский населённый пункт в Ленинградской области.

## Название
Существует несколько версий происхождения русского названия деревни:
- От фамилии хозяина фабрики, располагавшейся поблизости: сохранились сведения, что в начале XIX века некий фабрикант Девятый (в первоисточнике — нем. Fabrikant Devjatyj) владел фарфоровой фабрикой у северных границ Петербурга[8].
- Название может быть связано с формой Капральского ручья, выписывающего в этом месте девятку своим руслом.
- По местной легенде — от девяти холмов, на которых располагалось Старое Девяткино, и которые сейчас не существуют[9].

## История

### Первоначальное поселение
О времени основания селения Девяткино точных сведений нет.
Финский (ингерманландский) населённый пункт на этом месте, вероятно, существовал давно. В 1712 и 1723 годах указами правительства предписывалось «земли заселить русскими», а в 1748 году Правительствующий сенат Российской империи подтвердил постановление о заселении Ингерманландии русскими переселенцами.
На «семиотопографической карте окружности Санкт-Петербурга» 1810 года упоминается деревня Девятковичи.

ДЕВЯТКИНА — деревня принадлежит ведомству коменданта Санкт-Петербургской крепости, жителей по ревизии 79 м. п., 65 ж. п. (1838 год)

На этнографической карте Санкт-Петербургской губернии П. И. Кёппена 1849 года она обозначена как деревня «Miina», расположенная в ареале расселения эвремейсов. В пояснительном тексте к этнографической карте указано количество её жителей на 1848 год: эвремейсов — 85 м. п., 75 ж. п., всего 160 человек.

ДЕВЯТКИНА — деревня ведомства коменданта Санкт-Петербургской крепости по просёлкам, 19 дворов, 79 душ м. п. (1856 год)

Число жителей двух смежных деревень Большое и Малое Девяткино по X-ой ревизии 1857 года: 86 м. п., 73 ж. п..
- Деревни Девяткино на карте 1860 года

Согласно «Топографической карте частей Санкт-Петербургской и Выборгской губерний» в 1860 году существовало две деревни с названием Девяткина, одна из них насчитывала 1 двор, трактир и корчму, вторая (на Капральском ручье) состояла из 19 дворов.

ДЕВЯТКИНА — деревня комендантского ведомства при речке Девяткиной; 36 дворов, жителей 90 м. п., 91 ж. п. (1862 год)

Согласно подворной переписи 1882 года в смежных деревнях Большое и Малое Девяткино проживали 36 семей, число жителей: 88 м. п., 89 ж. п., лютеране: 79 м. п., 81 ж. п., разряд крестьян — ведомства Санкт-Петербургского коменданта, а также пришлого населения 17 семей, в них: 31 м. п., 23 ж. п., лютеране: 22 м. п., 16 ж. п..
Девяткино находилось в 3 км северо-восточнее нынешнего Нового Девяткина.  Архивная копия от 23 февраля 2015 на Wayback Machine

### Новое поселение
В 1863 году обширная территория северо-восточнее Санкт-Петербурга была отдана Ржевскому артиллерийскому полигону.

ДЕВЯТКИНА ПЕРВАЯ (МИНАЛА) — деревня бывшая владельческая Тосовской волости при речке Охте, дворов — 5, жителей — 28; Две лавки, два постоялых двора.

БОЛЬШАЯ ДЕВЯТКИНА (ДЕВЯТКИНА 2-Я И 3-Я) — деревня бывшая владельческая Токсовской волости, дворов — 30, жителей — 170; Лавка, постоялый двор. (1885 год).

В 1887—1888 годах деревня была перенесена.

9 мая 1888 года Санкт-Петербургский исправник прибыл в Муринское Волостное правление на сход Муринского сельского общества при участии крестьян вновь возникшей деревни Ново-Девяткиной «на котором крестьянам было объявлено постановление Губернского по крестьянским делам Присутствия, состоявшегося 16 февраля 1888 г., по коему деревня Девяткино Токсовской волости Шлиссельбургского уезда, переселявшаяся в район Санкт-Петербургского уезда присоединена к Муринскому сельскому обществу».

И прежнее, и новое Девяткино было населено финнами-ингерманландцами, лютеранами. Название деревни на финском — Ууси Миина (фин. Uusi Miina).

ДЕВЯТКИНО СТАРОЕ — деревня на земле седьмого сельского общества при ручье Капральном 17 дворов, 54 м. п., 50 ж. п., всего 104 чел., 2 постоялых двора без крепких напитков.

ДЕВЯТКИНО — делилось на Большое и Малое. (1896 год)

Старое Девяткино административно относилось к Токсовской волости 2-го стана Шлиссельбургского уезда Санкт-Петербургской губернии, деревня Новое Девяткино относилась к Муринской волости 2-го стана Санкт-Петербургского уезда. Население деревни было смешанным — финско-русским.

НОВО-ДЕВЯТКИНО — деревня Ново-Девяткинского сельского общества Муринской волости, число домохозяев — 27, наличных душ — 130; Количество надельной земли — 272 дес. 1024 саж. (1905 год)

В 1908 году в деревне проживали 140 человек.
В 1909 году в деревне Ново-Девяткино было 32 двора, а в деревне Девяткино — 13 дворов.
В годы коллективизации по примеру токсовского колхоза Murtajа (Murtaja-kolhoosi), в деревне был создан колхоз «Новая Mуртая».

ДЕВЯТКИНО НОВОЕ — деревня Муринского сельсовета Токсовской волости, 55 хозяйств, 223 души.

Из них: русских — 10 хозяйств, 30 душ; финнов-ингерманландцев — 45 хозяйств, 193 души.

ДЕВЯТКИНО СТАРОЕ — деревня Муринского сельсовета Токсовской волости, 23 хозяйства, 85 душ.

Из них: русских — 3 хозяйства, 11 душ; финнов-ингерманландцев — 20 хозяйств, 74 души. (1926 год)

В 1928 году население деревни Новое Девяткино составляло 240 человек, Старое Девяткино — 109.
Деревни относились к Токсовскому финскому национальному сельсовету в составе Куйвозовского финского национального района.
В 1930 году колхоз Нового Девяткина, называемый не иначе как финский, объединял 46 семей (200 человек).
По административным данным 1933 года деревни Новое и Старое Девяткино относились к Муринскому сельсовету.

НОВОЕ ДЕВЯТКИНО — деревня Левашовского сельсовета Парголовского района, 471 чел.

СТАРОЕ ДЕВЯТКИНО — деревня Левашовского сельсовета, 211 чел. (1939 год)

- Деревни Новое и Старое Девяткино на карте 1939 года

Согласно топографической карте РККА 1939 года деревня Новое Девяткино насчитывала 66 дворов, Старое Девяткино — 28. В 1940 году обе деревни насчитывали 94 двора.
В марте 1942 года, в ходе депортации по национальному признаку, все ингерманландские финны были выселены в Сибирь.
В немалом по размеру Uusi Miina — Новом Девяткине никогда не существовало собственного прихода (посещение церкви не входит в строгую обязанность лютеранина, занимая второстепенное место по сравнению с хранением им личной веры).

## Современность
После окончания Великой Отечественной войны в окрестностях деревни был осуществлен значительный объём мелиоративных работ, превративших многие болота в сельскохозяйственные угодья.
В 1977 году около Нового Девяткина вступил в строй завод «Турбоатомгаз» (филиал Ленинградского металлического завода), и с середины 1980-х годов деревня стала застраиваться многоэтажными жилыми домами. Жилищное строительство интенсивно ведётся и сейчас. Большинство трудоспособного населения занято на предприятиях Санкт-Петербурга или на заводе «Турбоатомгаз».
По данным 1966, 1973 и 1990 годов деревня Новое Девяткино входила в состав Муринского сельсовета.
В 1997 году в деревне проживали 6424 человека, в 2002 году — 8847 человек (русские — 85 %), в 2007 году — 9960, в 2010 — 10 978 человек.
По Девяткину назвали железнодорожную станцию Девяткино и станцию метро  «Девяткино», которые расположены, однако, в соседнем городе Мурино.

### Новодевяткинское сельское поселение
1 января 2006 года в соответствии с областным законом № 17-оз от 10 марта 2004 года образовано Новодевяткинское сельское поселение, в состав которого вошла деревня Новое Девяткино, выделенная из бывшей Муринской волости.
Одно из наиболее малых по площади, и в то же время одно из наиболее крупных по населению, муниципальных образований Ленинградской области.
Главой поселения и главой администрации является Майоров Дмитрий Анатольевич. Телефоны администрации: 595-74-44, 65-560.
- Общая площадь: 577 га.
- Расположение: центральная часть Всеволожского района
- Граничит:
  - на севере и востоке — с Кузьмоловским городским поселением
  - на юге и западе — с Муринским городским поселением
- По территории поселения проходит автодорога 41К-065 (Санкт-Петербург — Матокса)
- По западной границе территории поселения проходит железная дорога Санкт-Петербург — Приозерск.
- По территории поселения протекает река Охта и Капральев ручей.
- Расстояние от административного центра поселения до районного центра — 40 км[48].

Общая численность населения в поселении растёт, 9960 человек на 2007 год и 13 120 на 2014 год. В деревне 25 многоэтажных домов и 42 частных дома.
На территории муниципального образования, осуществляют свою деятельность следующие предприятия: ОАО «Силовые машины» «Турбоатомгаз», ОАО «ТГК 1» Северная ТЭЦ, ООО «Экспресс-Авто», ЗАО «Адамант-Девяткино», ООО «Охта-сервис».

## География
Деревня расположена в западной части района на автодороге 41К-065 (Санкт-Петербург — Матокса), между рекой Охтой и Капральевым ручьем.
Расстояние до ближайшей железнодорожной станции Девяткино — 3 км.

## Демография
| 1862    | 1905    | 1926    | 1928    | 1939    | 1997    | 2002    |
| ------- | ------- | ------- | ------- | ------- | ------- | ------- |
| 181     | ↘130    | ↗223    | ↗240    | ↗471    | ↗6424   | ↗8847   |
| 2007    | 2010    | 2012    | 2013    | 2014    | 2015    | 2016    |
| ↗9960   | ↗10 978 | ↗11 439 | ↗12 081 | ↗13 120 | ↗15 095 | ↗16 248 |
| 2018    | 2019    | 2020    | 2021    | 2023    | 2024    | 2025    |
| ↗18 435 | ↗19 603 | ↗20 640 | ↗23 988 | ↗24 989 | ↗25 449 | ↗25 828 |

Крупнейший по населению сельский населённый пункт в Ленинградской области.
Национальный состав
Согласно данным Всероссийской переписи населения 2021 года в посёлке проживали 23 988 человек, из них русские — 16 864, украинцы — 159, армяне — 89, татары — 88, узбеки — 72, таджики — 71, белорусы — 51, азербайджанцы — 45, грузины — 32, чуваши — 21, молдаване — 20, казахи — 19, башкиры — 18, корейцы — 15, аварцы — 9, лезгины — 9, мордва — 9, немцы — 9, буряты — 8, евреи — 8, киргизы — 8, тувинцы — 8, поляки — 7, ингуши — 6, осетины — 6, табасараны — 6, болгары — 5, чеченцы — 5, эстонцы — 5, кабардинцы — 4, калмыки — 4, абхазы — 3, турки — 3, якуты — 3, арабы — 2, греки — 2, карелы — 2, ногайцы — 2, русины — 2, удмурты — 2, финны — 2, эвены — 2, абазины — 1, адыгейцы — 1, афганцы — 1, вепсы — 1, даргинцы — 1, карачаевцы — 1, коми — 1, кубинцы — 1, марийцы — 1, мордва-эрзя — 1, ненцы — 1, нивхи — 1, казаки — 1, сербы — 1, туркмены — 1, хакасы — 1, другие национальности — 301 человек, остальные национальность не указали.

## Транспортное сообщение
Через Новое Девяткино проходит региональная трасса 41К-065 Санкт-Петербург — Матокса, называемая Токсовским шоссе.
Автобусы: 
 205:
- 205 «Красный» ( «Проспект Просвещения» — Новое Девяткино, Главная улица), протяжённость 10,1 км;
- 205 «Жёлтый» ( «Проспект Просвещения» — Лехтуси), протяжённость 40,4 км;

562 ( «Девяткино» — завод «Турбоатомгаз»), протяжённость 4,2 км; 

619 ( «Девяткино» — Гарболово), протяжённость 48 км; 

622 (Гарболово — платформа Всеволожская), протяжённость 73,7 км; 

625 (платформа Всеволожская — Сертолово, микрорайон «Чёрная Речка»), протяжённость 60 км;

627 ( «Девяткино» — Кузьмоловский, Юбилейная улица), протяжённость 21 км.

## Образование

### Среднее образование
МОУ «Новодевяткинская средняя общеобразовательная школа № 1».

### Дошкольное образование
- МДОУ «Детский сад комбинированного вида № 59»[67];
- МДОУ «Детский сад комбинированного вида № 1».

## Безопасность
МКУ «Охрана общественного порядка».

## Культура
- МКУ Культурно-досуговый центр «Рондо».
- МКУ Молодёжный центр

## Инфраструктура
- Скейт-парк

## Телекоммуникации
Услуги доступа в Интернет, кабельного телевидения и телефонии предоставляют компании «Акадо», «Кактус», «SkyNet», «Интерзет», «Обит», «П.А.К.Т.»

## СМИ

### ТВ
С января 2009 года работает местный новостной канал кабельного телевидения Акадо Телегид.

## Фото
- Новое Девяткино днём
- Новое Девяткино ночью

## Улицы
1-й съезд с ул. Главная, 2-й съезд с ул. Главная, Арсенальная, Ветеранов, Главная, Заводская, Капральская, Лесная, Озёрная, Славы, Флотская, Школьная, Энергетиков.

## Карты
- Карта Нового Девяткина, с номерами домов
- Фотографии и спутниковая интерактивная карта Нового Девяткина на Wikimapia Архивная копия от 29 ноября 2009 на Wayback Machine